# .onion
.onion은 토어 네트워크를 통해 도달할 수 있는 익명 토이, 어니언 서비스(이전의 "숨겨진 서비스")를 지정하는 특수 용도의 최상위 도메인 접미사다. 이러한 주소들은 실제로 DNS 네임이 아니며 .onion TLD는 인터넷 DNS 루트에 속하지 않으나 토어 브라우져나 오르벗이 설치되어 있다면 웹 브라우저 등의 인터넷 프로그램들은 토어 네트워크를 통해 요청을 보냄으로써 .onion 주소의 사이트에 접근할 수 있다.
이러한 시스템의 이용 목적은 다른 사용자나 중간 네트워크 호스트, 또는 외부인에 의해 정보 제공자와 정보 접근자 모두의 추적을 더 어렵게 만들기 위한 것이다. 전용 .onion 주소를 제공하는 사이트들은 EV HTTPS 인증서를 통해 식별자 보증 추가 계층을 제공할 수 있으며 HTTP 인증서 제공을 통해서도 .onion 사이트 사용자가 이용하지 못하는 브라우저 기능을 사용할 수 있게 해 준다.

## 같이 보기
- 다크넷
- 다크 웹